# Brückensteig

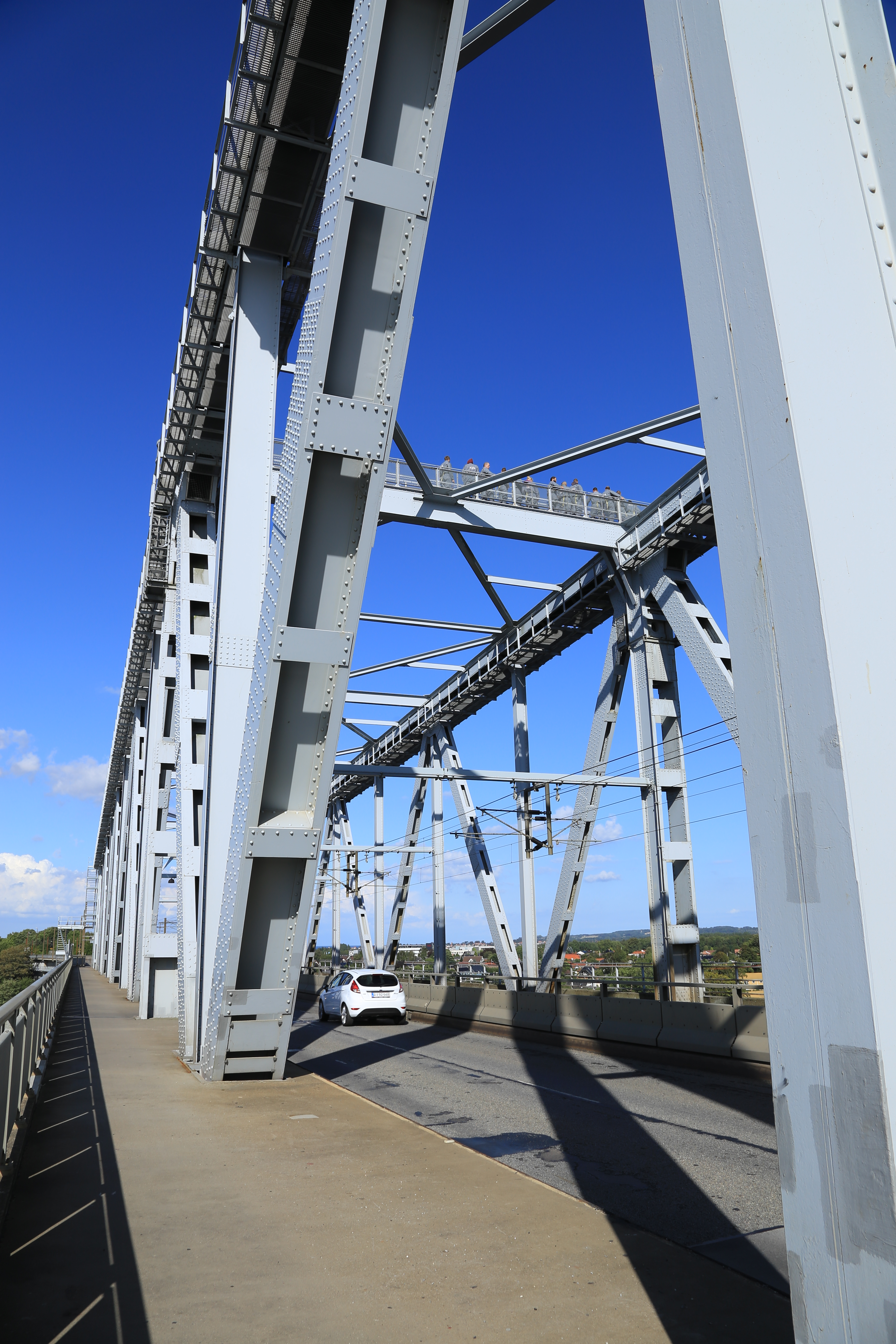
Brückensteig über die Lillebæltsbroen

Ein Brückensteig (englisch Bridge climb) ist ein Klettersteig über eine Brücke. Weltweit wird auf einigen – meist historischen – Brücken eine geführte Tour angeboten, bei der Teilnehmer gesichert über die Brückenkonstruktionen abseits der Fahrbahn wandern oder klettern – meist in großer Höhe und mit spektakulärer Aussicht. Die Aktivität kombiniert Nervenkitzel, Naturerlebnis und architektonische Einblicke.

## Verbreitung
- Brooklyn Bridge, New York, USA
- Lillebæltsbroen, Syddanmark, Dänemark[1]
- Müngstener Brücke, Nordrhein-Westfalen, Deutschland[2]
- New River Gorge Bridge, West Virginia, USA
- Purple People Bridge, Kentucky, USA
- Ponte da Arrábida, Porto, Portugal
- Story Bridge, Queensland, Australien[3]
- Sydney Harbour Bridge, New South Wales, Australien

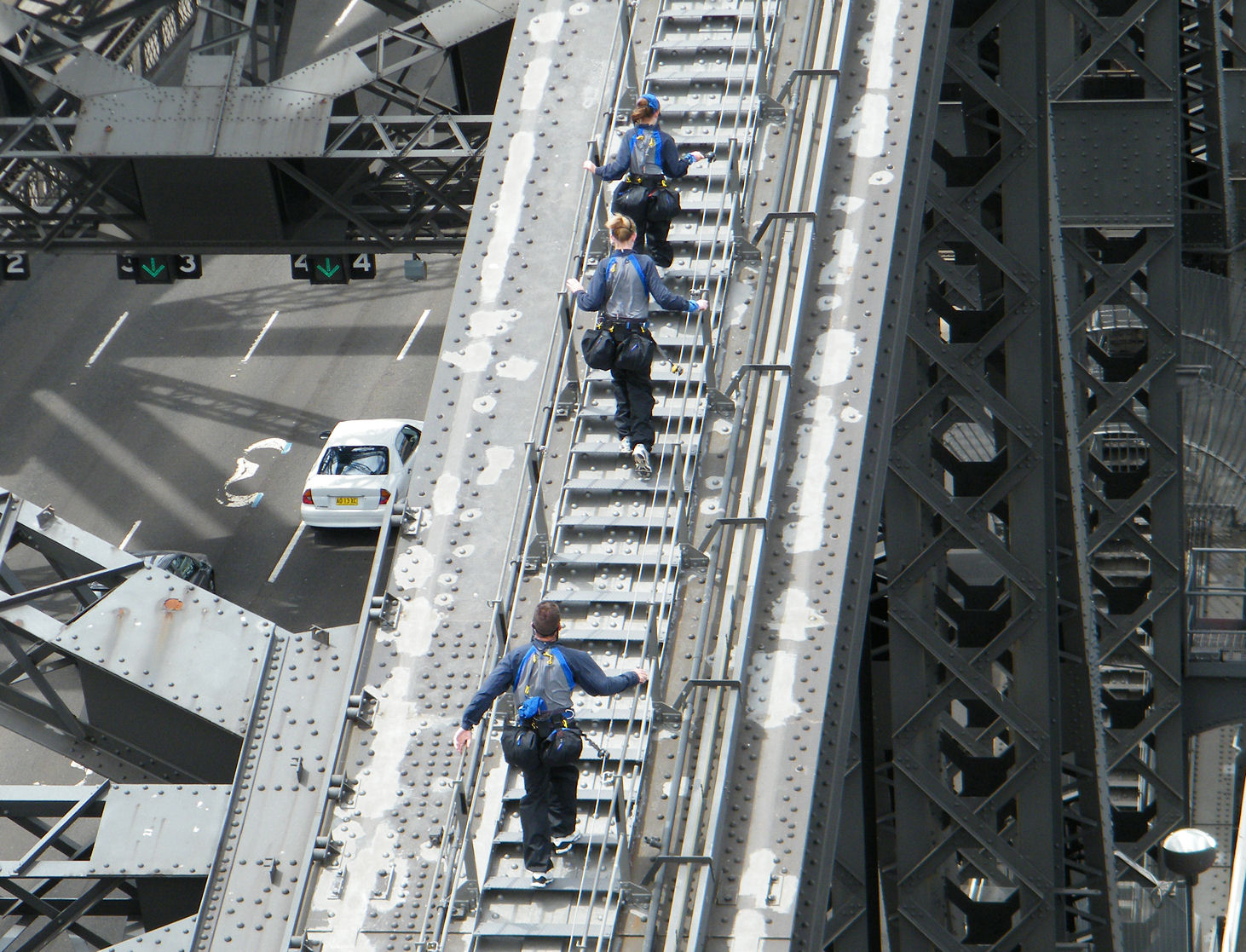
Sydney Harbour Bridge
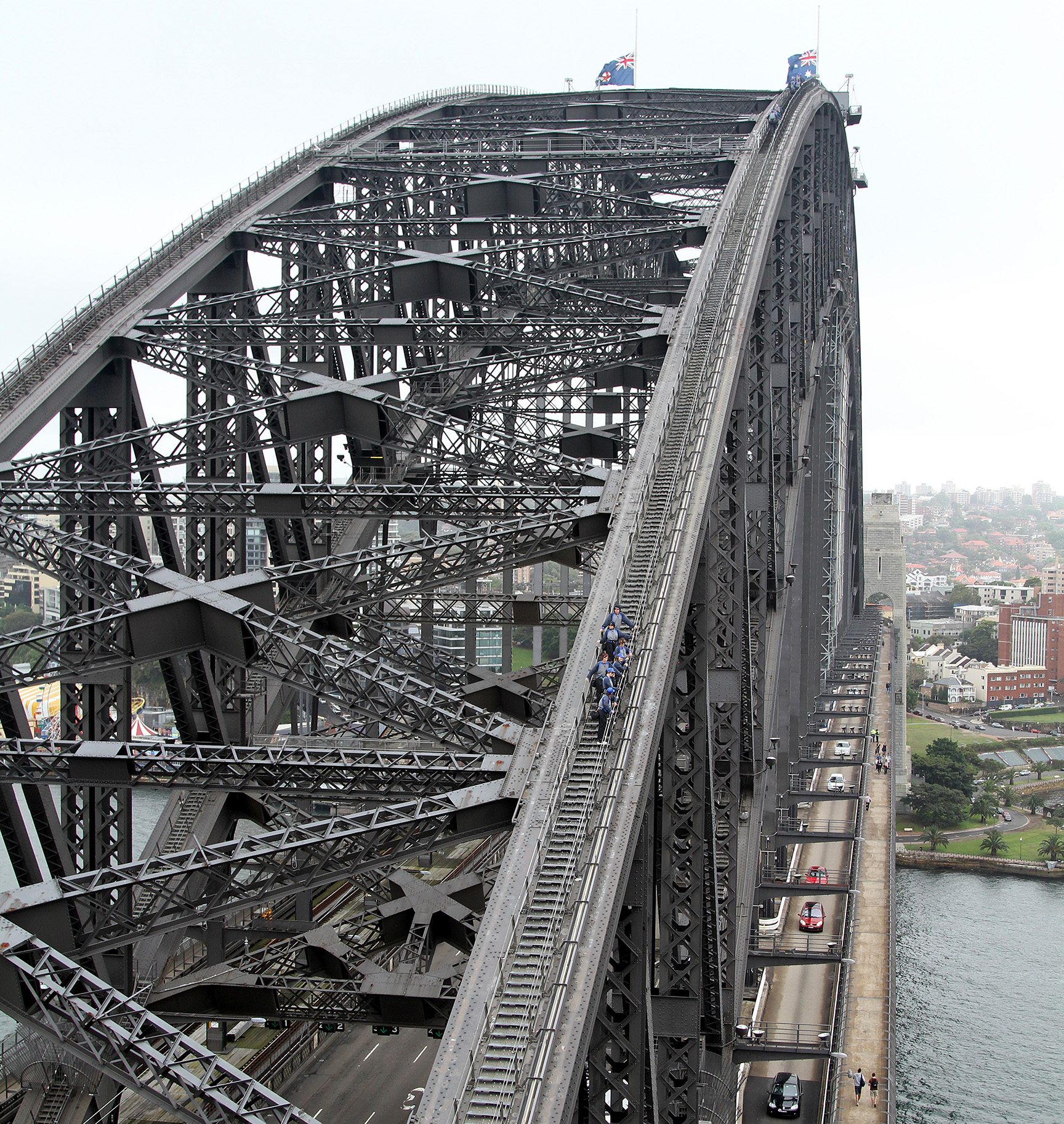
Sydney Harbour Bridge
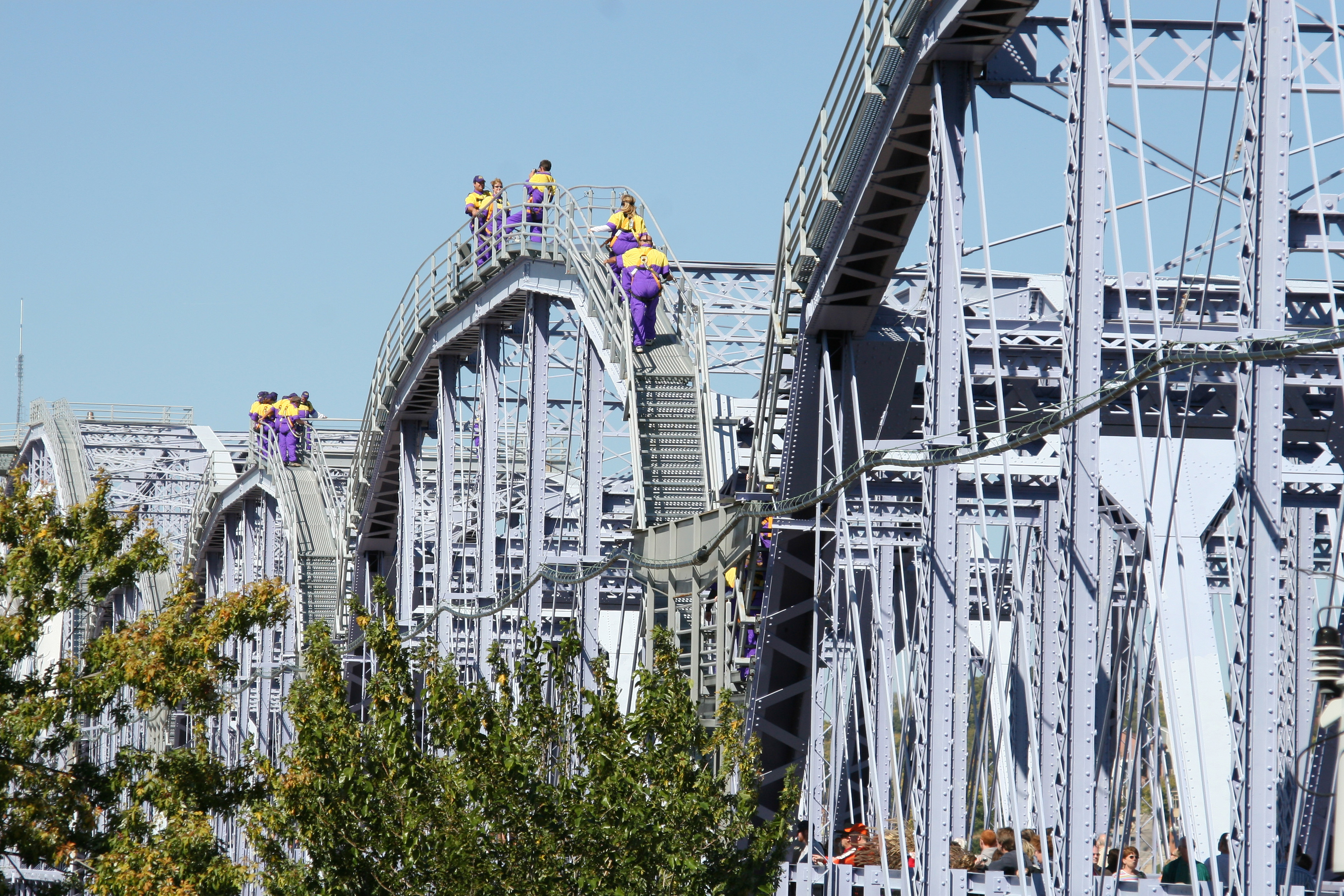
Purple People Bridge